# Ricardo van Rhijn
Ricardo van Rhijn (Leida, 13 de junho de 1991) é um futebolista neerlandês que atua como lateral-direito.

## Carreira
Defende o Ajax desde as categorias de base.

## Estatísticas
Atualizado até 9 de julho de 2016

### Clubes
| Equipe            | Temporada         | Campeonato nacional | Campeonato nacional | Copa nacional | Copa nacional | Competições continentais | Competições continentais | Outros torneios | Outros torneios | Total | Total |
| Equipe            | Temporada         | Jogos               | Gols                | Jogos         | Gols          | Jogos                    | Gols                     | Jogos           | Gols            | Jogos | Gols  |
| ----------------- | ----------------- | ------------------- | ------------------- | ------------- | ------------- | ------------------------ | ------------------------ | --------------- | --------------- | ----- | ----- |
| Ajax              | 2011–12           | 14                  | 0                   | 1             | 0             | 2                        | 0                        | 0               | 0               | 17    | 0     |
| Ajax              | 2012–13           | 31                  | 0                   | 4             | 0             | 8                        | 1                        | 1               | 0               | 44    | 1     |
| Ajax              | 2013–14           | 32                  | 2                   | 5             | 1             | 8                        | 0                        | 1               | 0               | 46    | 3     |
| Ajax              | 2014–15           | 28                  | 2                   | 2             | 0             | 10                       | 0                        | 0               | 0               | 40    | 2     |
| Ajax              | 2015–16           | 12                  | 0                   | 1             | 0             | 3                        | 0                        | 0               | 0               | 16    | 0     |
| Total na carreira | Total na carreira | 112                 | 4                   | 13            | 1             | 31                       | 1                        | 2               | 0               | 161   | 6     |

## Títulos
Ajax
- Eredivisie: 2011–12, 2012–13, 2013–14
- Supercopa dos Países Baixos: 2013